# Villa Adelina
Villa Adelina es una localidad situada en la provincia de Buenos Aires, Argentina, repartida entre los municipios de San Isidro y Vicente López, Gran Buenos Aires. Se encuentra a 16 km al norte de la Ciudad Autónoma de Buenos Aires. En el año 2014, fue declarada por el Senado de la provincia de Buenos Aires como ciudad (sólo el área comprendida en el partido de San Isidro). Según la ordenanza n.º 36198 de octubre de 2018, se establece como fecha aniversario del barrio de Villa Adelina, el día 29 de marzo.

## Geografía
Sus límites están determinados por las calles Av. Amancio Alcorta, Perito Moreno, Virrey Vértiz, Thames, Av. Fondo de la Legua y Paraná, en el sector perteneciente al partido de San Isidro; en la zona que corresponde al partido de Vicente López son: Av. Paraná, Gervasio Méndez, Rafael Obligado, Capitán Cajaraville, Montes de Oca y Av. Primera Junta.

### Límites
- Al norte con la localidad de Boulogne, del partido de San Isidro.
- Al noreste con la localidad de Martínez, partido de San Isidro.
- Al oeste con la localidad de Villa Ballester y con José León Suárez, pertenecientes al municipio de General San Martín.
- Al sudeste con el barrio de Carapachay, partido de Vicente López.
- Al sur con el barrio de Munro, partido de Vicente López.

### Superficie y población
La población es de 35.307 personas, según datos del censo realizado por el INDEC en 2001. Respecto al censo de 1991, esto representa un descenso del 2,1%. Estos números la sitúan como la localidad 5.ª unidad en el partido de San Isidro. 
La mayoría de los habitantes son descendientes de españoles e italianos, como es común en la zona pampeana. Hay también descendientes de ucranianos, alemanes y húngaros Existen también comunidades de extranjeros de Bolivia y Paraguay.

## Toponimia
Según documentos oficiales, a mitad del siglo XVIII la región ya era conocida como «La Adelina», en los antiguos planos de catastro en La Plata y en Buenos Aires, en el Archivo General de la Nación, hay escrituras por la venta de tierras, hechas por el único escribano de la zona, que vivía en San Fernando, en los cuales ya se nombra la zona como La Adelina. 

Se cree que el origen del nombre proviene de una posta y pulpería llamada La Adelina ubicada donde en ese entonces estaba el epicentro de la actividad local, en la esquina del Camino a Retiro o del fondo de la legua y la actual calle Luis María Drago. Esta pulpería pudo haber existido poco después de las suertes distribuidas por Juan de Garay en 1580.

Cuarenta años antes de la llegada del tren, en los tiempos del gobernador Martín Rodríguez y su secretario Bernardino Rivadavia se reorganiza el correo. En forma oficial la pulpería se convierte también en posta registrándose en los documentos como Posta La Adelina. Cuando la fábrica Matarazzo compró las tierras en Fondo de la Legua, a media cuadra de Drago, se pudo ver, días antes de que demolieran la vieja casona, el frontispicio donde se leía claramente y a manera de desafío contra el tiempo y la piqueta de los hombres «La Adelina- 1870». Cerca de allí, un oxidado cartel enlozado decía «Quinta La Adelina».

La llegada del primer viaje del ferrocarril a la nueva estación el 29 de marzo de 1909 decidió considerarse como la fundación de Villa Adelina, a pesar de haber existido población de muy antigua data. Esto, unido al hecho de que la empresa del ferrocarril Córdoba a Rosario decidiera darle a la terminal provisoria de su extensión de la línea a Buenos Aires el nombre de Villa Adelina, como homenaje al recientemente nombrado representante legal de la línea, Duncan Mackay Munro, al evocar el nombre de su nieta preferida, Adelina M. Drysdale, oficializó el nombre de la localidad.

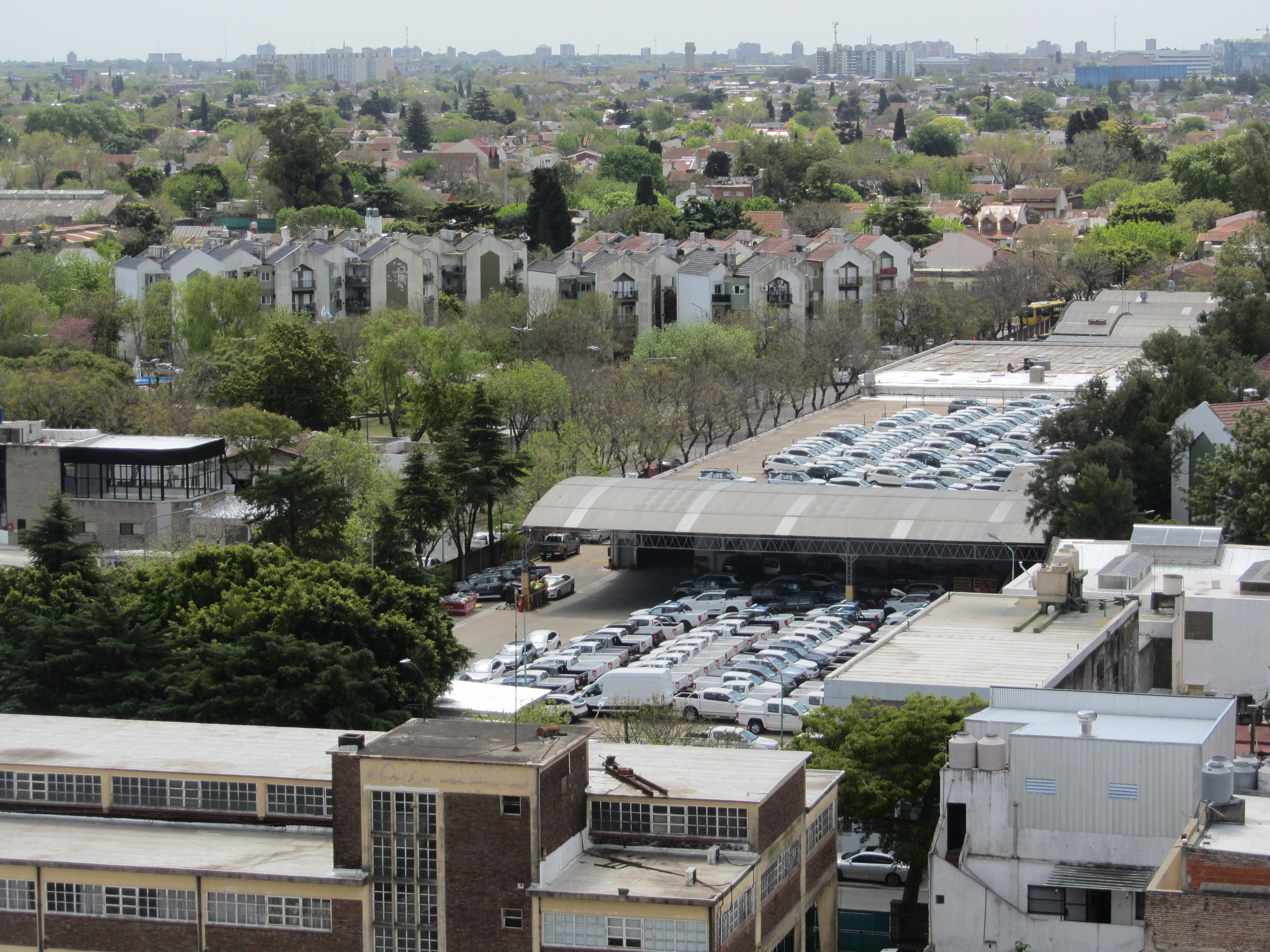
Vista panorámica de Villa Adelina desde el mirador de la Torre Ader.

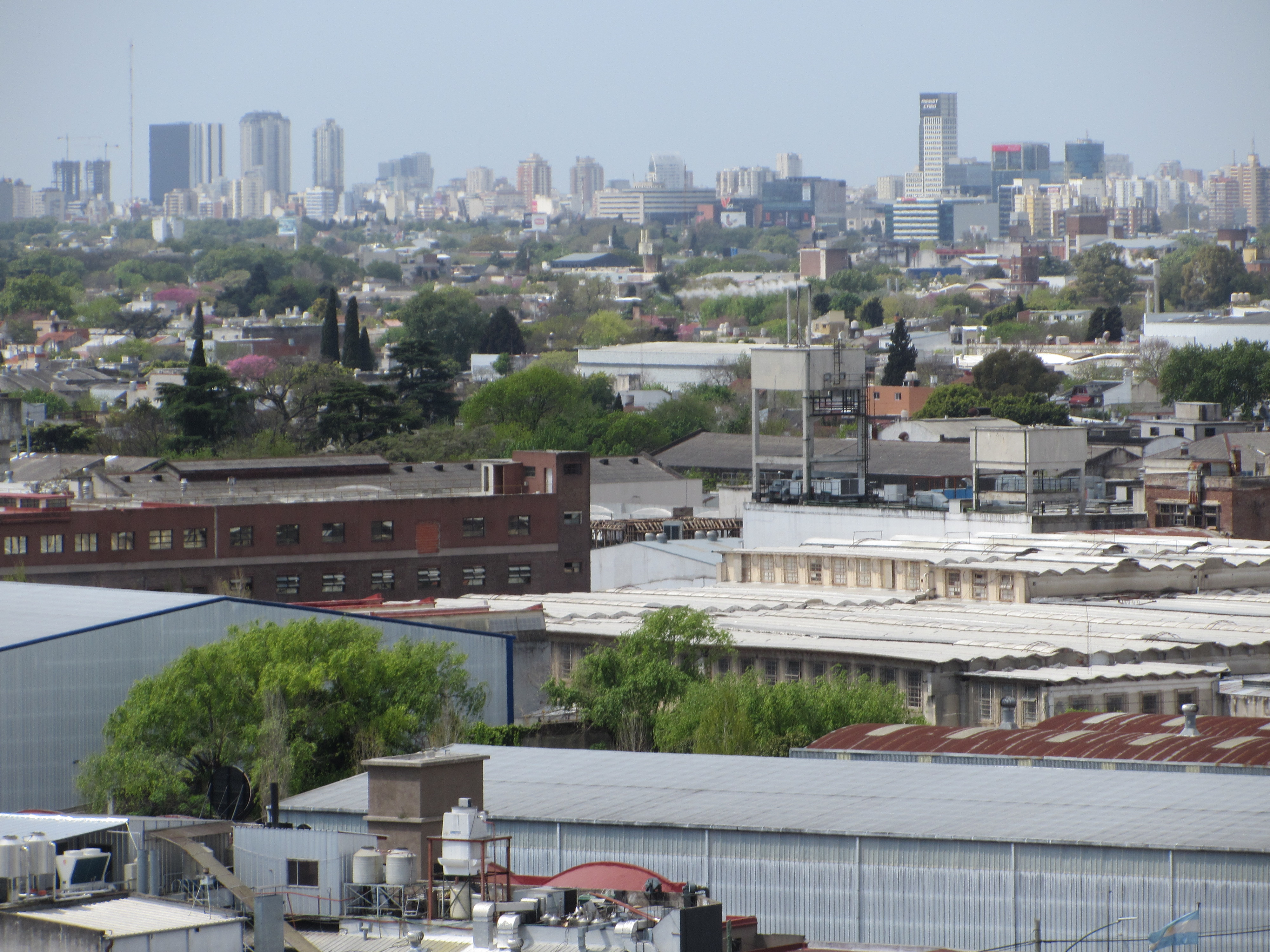
Vista panorámica de gran parte del partido de Vicente López, desde el mirador de la Torre Ader (Villa Adelina).

## Barrios
El Centro Comercial de la localidad se extiende en torno a la estación del ferrocarril sobre la avenida de Mayo y avenida Paraná. Allí se encuentran las sucursales de los Bancos Supervielle, Galicia (solo cajeros) y Credicoop, como también la sucursal del Banco de la Provincia de Buenos Aires.
Dentro de Villa Adelina se pueden individualizar distintos barrios. Uno de ellos es el barrio Obrero, construido en un principio para los trabajadores del Ferrocarril Central. A ambos lados de la estación, en el sector sanisidrense se distinguen dos zonas, una lindante con Villa Ballester, donde predomina la población de origen alemán, y otra lindante con Martínez donde predomina la población de origen italiano. En estas zonas se encuentran el «Instituto Alemán» y una de las sedes del «Centro Cultural Italiano», que funciona como colegio primario, secundario y terciario con títulos válidos en Europa y Argentina. La otra sede se encuentra en la cercana localidad de Olivos.
El barrio Parque Cisneros es un barrio de Villa Adelina, delimitado por las calles Yerbal, avenida de Mayo, Joaquín V. González y Martina Céspedes. Se caracteriza porque la mayoría de sus calles conservan los adoquines originales, y por la gran cantidad de árboles, mayormente plátanos de gran porte.
El barrio se creó por Ordenanza 1575 del 13 de enero de 1942. Las razones de su nombre, que corresponde a su antiguo propietario, se encuentran en el exordio del proyecto, que dice textualmente: «...en memoria del doctor Eudoro Cisneros, que fue un benefactor de la humanidad, pues fue el precursor del actual tratamiento del cáncer por la electrocirugía y la electrocoagulación. Hace 50 años, Cisneros ideó la terapéutica del cáncer por la electricidad, creando lo que se designó con el nombre de electroignición, que es el antecedente inmediato del bisturí eléctrico». Y concluye la exposición de motivos: «El Dr. Cisneros formó familia, de la cual algunos hijos viven en el Partido -de San Isidro- han propulsado el adelanto material y social de la zona en la que se ha formado el Parque».
Tanto «Parque Cisneros» como el «Barrio La Calandria», poseen vigilancia privada, sostenida con aportes de los propios vecinos.
El «Barrio Arca», delimitado por las calles Rastreador Fournier, El Indio, José María Moreno y Luis María Drago es un barrio urbanizado, con chalets, casas bajas.

## Historia
El 24 de octubre de 1580, Juan de Garay entregó a Juan Ruiz de Ocaña una gran estancia. La misma se extendía sobre el margen del «Río de las Conchas», actual río de la Reconquista. Abarcaba gran parte de los actuales partidos de San Fernando, San Martín y San Isidro. Incluía también las tierras donde mucho después surgiría Villa Adelina.
En los siglos XVII, XVIII y XIX, las propiedades que pertenecían a Ruiz de Ocaña pasaron a manos de sucesivos descendientes, entre ellos una tataranieta que se casó con Juan Márquez, por lo que sus tierras pasaron a constituir la Chacra de los Márquez, lugar donde acamparon las tropas de Santiago de Liniers durante la Reconquista de Buenos Aires, en 1806.

### Primeros Propietarios
Entre 1826 y 1830, aparecieron nuevos nombres como propietarios de las tierras del actual barrio, como Matías López, Agustina Aramburu y doctores Eliseo y Zoilo Cantón. Estos últimos fueron dueños de una gran extensión que, desde Boulogne llegaba hasta las actuales Av. de Mayo y Lamadrid. La fraccionan en parte y la venden a los que fueron pioneros del lugar, transformando, la zona en quintas y chacras. Los nuevos propietarios en su mayor parte eran vascos y algunos portugueses.
Hacia fines del siglo anterior se fueron sumando una gran cantidad de italianos y españoles. La mayoría provenientes del norte de Italia, como Piamonte, Génova y Lombardía. Se dedican al cultivo de verduras, frutas y algunos cereales además de floricultura y carnicería. También instalan molinos harineros (tahonas) y fábrica de ladrillos. Gran parte de los descendientes de estas familias aún viven en Villa Adelina.
Entre 1891 y 1905, Gregorio Rodríguez, P. Pérez, María Reyes y María A. Rodríguez figuraron como propietarios de las parcelas que, poco después, formaron parte de la chacra del barón Emilio Bieckert, un industrial cervecero nacido en Alsacia, Francia.
Otros familias, aparte del Barón de Bieckert, compraron terrenos para instalar aquí sus quintas de verano, como los Giribones, Sánchez o Ponce de León.
La zona comienza a conocerse como la Villa de las Lomas o simplemente La Villa.
A principios del siglo XX, la empresa Ferrocarril Central Córdoba (General Belgrano luego de la nacionalización) inició el tendido de sus vías. Siendo el teniente coronel (RE) Nicolás J. Brizuela de Ortiz el encargado de su proyección.

### Fraccionamiento de tierras
Como consecuencia de la llegada del ferrocarril, aquella Villa de unos pocos pobladores comienza a crecer. Siendo uno de los primeros pasos el fraccionamiento de las tierras más cercanas a la estación, a cargo del Almirante Gervasio Hugo Gedentín.
El 10 de noviembre de 1911, el partido de Vicente López, por medio de la Ordenanza n.º 46, concedió a la Sociedad Argentina de Tierras del Norte el permiso para lotear los terrenos de Silvio Ponce de León, bautizando a dicho loteo como Villa Adelina.
De esta forma comienzan a establecerse nuevas familias, que en muchos casos provienen de la Capital Federal. Así se forma la fisonomía de un nuevo pueblo. Surgen las primeras instituciones sociales, los primeros comercios, centros asistenciales, las primeras líneas de colectivos, comienzan a asfaltarse las primeras calles, aumentan los establecimientos educativos, y las altas chimeneas de ladrillos indican la presencia de nuevas industrias.
Todo esto es señal de que el progreso, con sus ventajas y desventajas, se acerca a pasos agigantados.
En la zona de Villa Adelina se instalaron durante las décadas de 1940 a 1950 grandes fábricas e industrias, como Lozadur, Cataneo, Costaguta, Produtex, Parmalat, Orbis, etc. Allí trabajaban miles de personas que le daban un gran impulso a la localidad. Durante la crisis económica generada en la década de 1990, cerraron casi todas las fábricas y talleres. Con la reactivación económica ocurrida a partir de 2004, empresas que habían quebrado, o habían sido abandonadas por sus propietarios fueron recuperadas por cooperativas de trabajo formadas sus obreros para mantener su fuente de trabajo y continúan produciendo, como es el ejemplo de Alcoyana, ex Productex.

### Bernardo Ader
En la segunda mitad del siglo XIX llegó al país un joven vasco-francés, Bernardo Ader, cuñado del barón Emilio Bieckert. Ader comenzó a trabajar de carpintero y al tiempo puso su propia carpintería y tapicería. Pero con la compra y venta de tierras hizo rápidamente fortuna, se casó y tuvo cuatro hijos. Uno de ellos, Eduardo, poseía tuberculosis intestinal, que a su vez contagió a su hermano Enrique, por lo que los médicos recomendaron, para su cura, el aire de campo. Siguiendo esta recomendación, en 1907 Ader y su familia se instalan en una chacra en el partido de Vicente López que Emilio Bieckert le había regalado a Anita (hija de Ader) con motivo de su casamiento. Esas tierras, que comprendían 300 hectáreas, se extendían desde las actuales avenida Bernardo Ader hasta pasando Primera Junta (dentro del partido de San Martín) y desde Montes de Oca hasta pasando Paraná (dentro del partido de San Isidro).
Pronto refaccionó y amplió la casa y en 1916 decidió construir una torre mirador en honor a sus hijos fallecidos y como agradecimiento a la Argentina. Les encargó el diseño a los arquitectos Artaza y Marino, y una vez obtenido el permiso municipal para construirlo, se colocó la piedra fundamental el 9 de julio de 1916, Centenario de la Independencia de la República Argentina. Por eso, fue denominada "Torre de la Independencia", y luego conocida simplemente como Torre Ader, en honor a su creador.

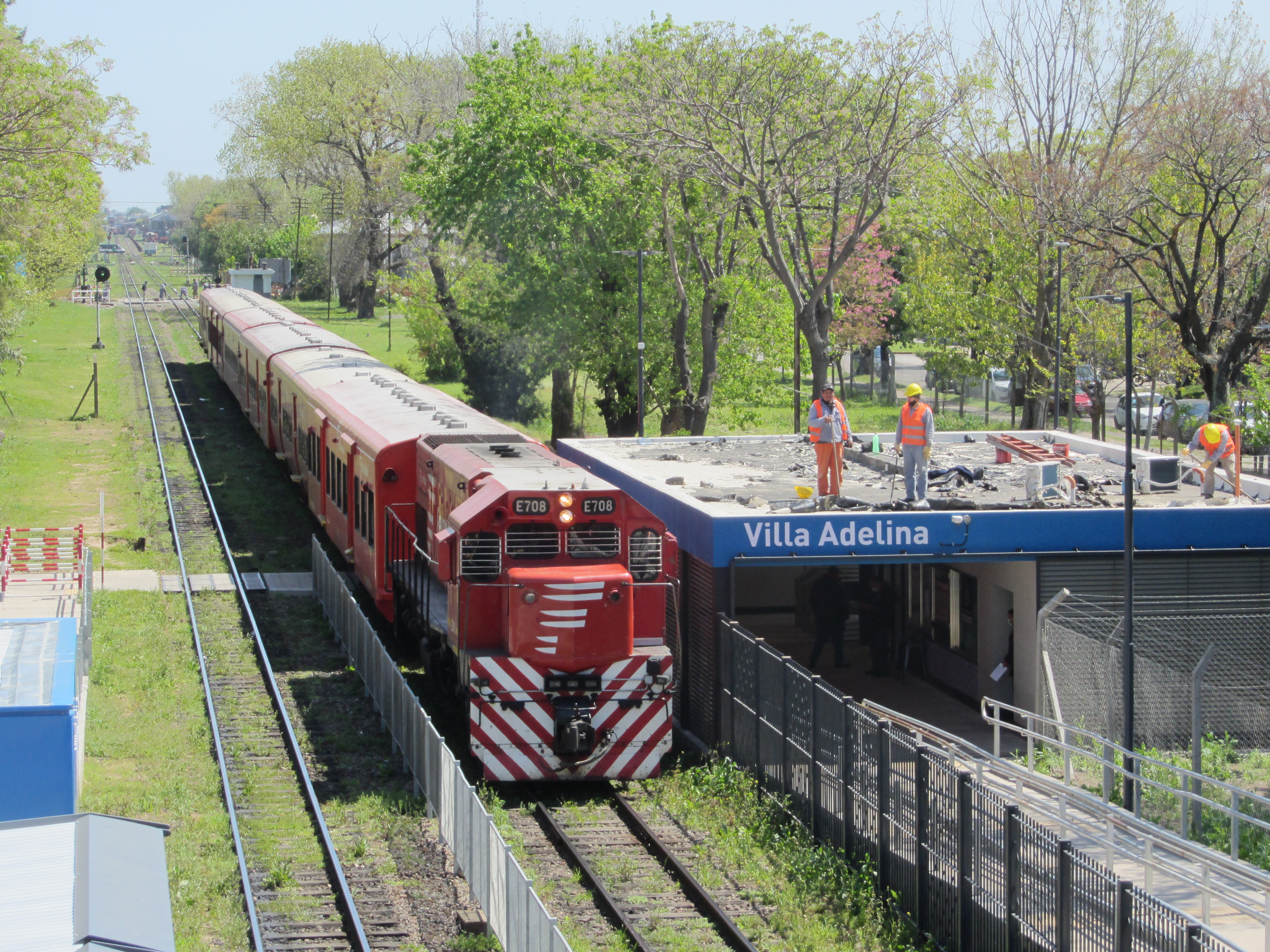
Formación del Ferrocarril Belgrano Norte ingresando a la estación Villa Adelina.

### Carapachay y Villa Adelina
La habilitación de la estación de Villa Adelina, el 30 de abril de 1912, fue un gran incentivo para la naciente urbanización, por lo que se establecieron nuevos vecinos y comerciantes. A fines de la década de 1930 el Ferrocarril Central Córdoba inauguró la parada «Kilómetro 18», la cual, en 1946, a propuesta de la Academia Nacional de la Historia, fue denominada «Carapachay», voz con la cual, en idioma guaraní, se denominaba al Delta del Paraná.
La historia de la localidad incluye varios litigios. En 1946, durante la gestión de José Burman como intendente de Vicente López, se unió a Villa Adelina y Carapachay en un mismo barrio. En 1980, el comisionado Pedro Ursini hizo un nuevo reordenamiento y Villa Adelina fue absorbida por Carapachay. En julio de 1990 una ordenanza aprobó, finalmente, la separación. Con la devolución de la zona de Villa Adelina en Vicente López, la Torre Ader volvió a formar parte de Villa Adelina. Así, en 1996, sus vecinos pudieron festejar un nuevo aniversario de la Torre, como parte fundamental de la identidad del barrio.

## Lugares destacados
En Villa Adelina no se ven edificios altos, ya que hay límites para la construcción vertical. Es un barrio de casas, propiedades horizontales tipo dúplex, y edificios de departamentos bajos de no más de 2 o 3 pisos. Las principales arterias son la avenida Bernardo Ader, la avenida de Mayo, y la avenida Paraná, en estas dos últimas se ubican las principales zonas comerciales.
Existen varios clubes, organizaciones vecinales e instituciones de bien público, destacándose la Unión Vecinal de Villa Adelina (UVVA) y el CASVA; también sociedades de fomento, como S.F La Calandria y la Unión Social y Deportiva El Uijero. La Armada Argentina posee un Campo Público de Golf de nueve hoyos, el Stella Maris. Entre las instituciones de bien público se cuentan las filiales locales del Club de Leones y del Rotary Club.
Desde 2003, el Club de Leones de Villa Adelina organiza una feria en el playón de la estación, la Feria de las Colectividades, donde hay puestos con comidas y productos de distintos países del mundo. Esto lo hacen como festejo del aniversario de Villa Adelina, del día que llegó el primer tren a la estación.

### Chacra de los Márquez

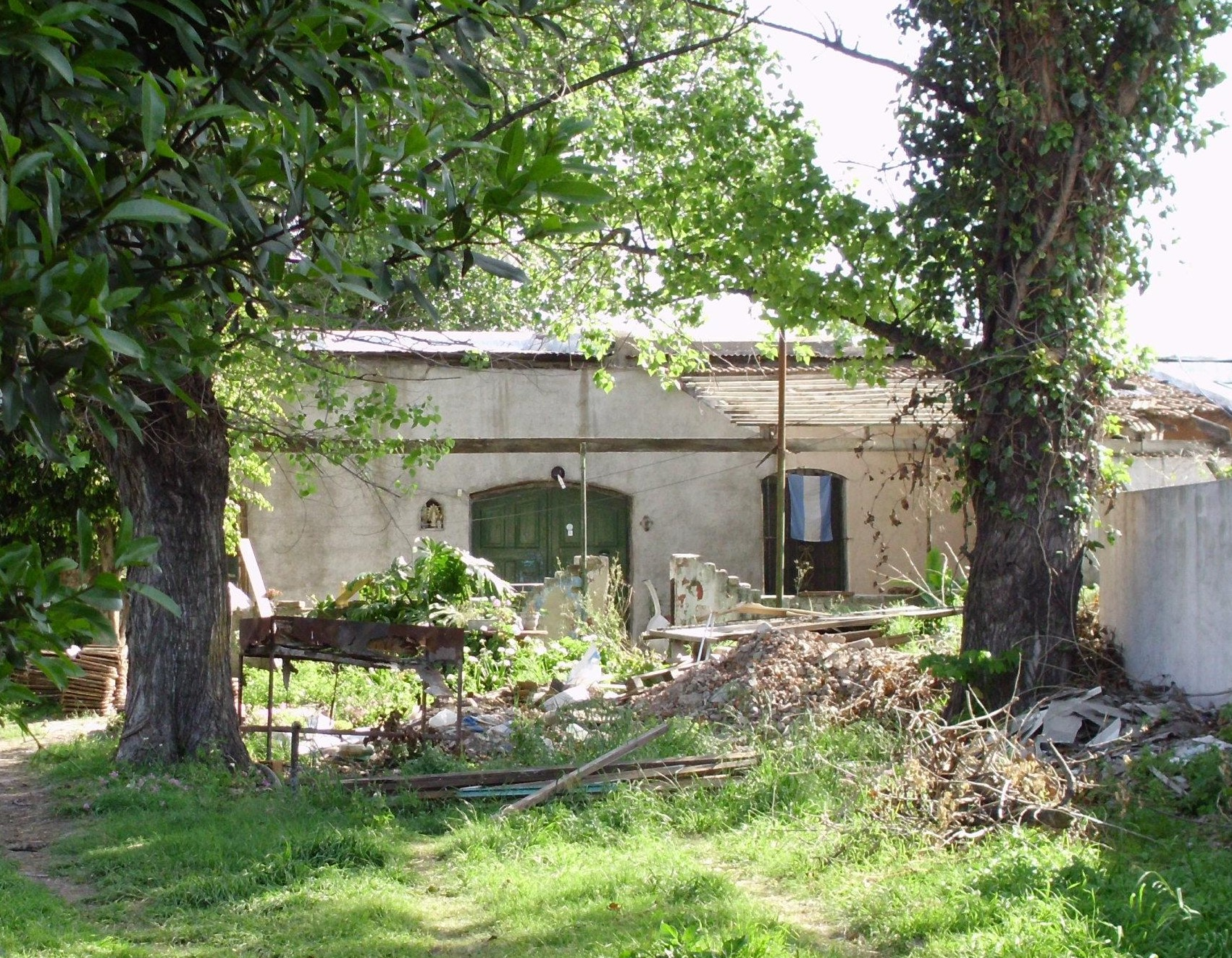
Chacra de los Márquez, octubre de 2011

En Virrey Vertiz 1051 de Villa Adelina se encuentran los restos del casco de la chacra de la familia Márquez, quienes la poseyeron durante tres generaciones, a partir de Fernando. Su hijo Mariano y su nieto Bernabé -participante, a los 17 años, en la Reconquista-, residieron en ella. Para la época de Juan Manuel de Rosas perteneció a Genaro Rúa, juez de paz de San Isidro, quien la heredó por su alianza con la familia. 
A mediados de 1806, los ingleses habían ocupado Buenos Aires y pretendían dominar todo el Virreinato del Río de la Plata. La Chacra de los Márquez se convirtió en el Cuartel de la Reconquista para las tropas que volvían del combate de Pedriel, hoy Villa Ballester, a esperar la llegada de las fuerzas de Montevideo, Güemes, entre ellos, que comandados por el general Liniers, desembarcaron en Las Conchas, hoy Tigre.
Hasta 1906 fue propiedad de Diego Carman y, cuando se construyó el ferrocarril Central Córdoba, posteriormente Belgrano, pasó a formar parte de sus talleres en las adyacencias de la estación Boulogne, erigida en 1912.
Pese haber sido declarada de interés público municipal por la ordenanza 7048 del 28 de agosto de 1992, debido al valor histórico que representa, la pequeña parte del edificio que aún subsiste se encuentra en un estado de total descuido y abandono por parte de las autoridades del municipio, siendo objeto de usurpación y saqueos. Surge de la comparación de la fotografía de 1990 con la de 2011, que la ventana original derecha fue tapiada, desapareciendo ventanas, postigos y la reja colonial, así como los cabios de la galería.
En el frente de la construcción, un monolito recuerda: «De este hogar que fue la chacra de los Márquez, salió Santiago de Liniers el 9 agosto de 1806 para reconquistar Buenos Aires; con él los gauchos de la sublevación de la campaña en las "Quarenta Leguas", realizada por Pueyrredón».

### Estación Villa Adelina

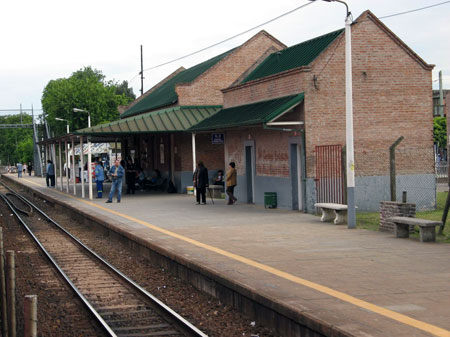
Vista aérea de la réplica de la estación de Villa Adelina construida sobre el nuevo túnel

A principios del siglo XX las tierras que pertenecían a la Compañía Argentina Tierras del Norte fueron fraccionadas y vendidas. En 1903, se autorizó al Ferrocarril Central Córdoba, que se había fusionado al Central Norte Argentino, a que extienda sus rieles desde la ciudad de Rosario hasta Villa Adelina.
El 29 de marzo de 1909, fecha que puede considerarse como la fundación de Villa Adelina, se detuvo el primer tren a vapor mientras se continuaba el tendido de vías hacia Retiro, en la Ciudad de Buenos Aires. Hoy en día la estación forma parte de la Línea Belgrano Norte, que es en sí parte del Ferrocarril General Belgrano.
La estación histórica fue demolida en 1999 durante los gobiernos de Melchor Posse (San Isidro) y Enrique García (Vte López) para permitir la construcción de un túnel vehicular en el sitio, en su lugar se construyó luego una réplica de la misma sobre el túnel, imitando vagamente el estilo original, y que es la que hoy se ve. En un gran mural cerámico, parte de la obra del túnel, se leen los nombres de los intendentes de Vicente López y San Isidro en ese momento.
Este proyecto fue largamente resistido por los habitantes de Villa Adelina ya que existían proyectos de mucho menor costo y menor impacto ambiental, que no requerían demoler la estación histórica, como el de construir dos pasos bajo nivel complementarios para automóviles bajo las calles paralelas al norte y sur de la estación.

### Torre Ader

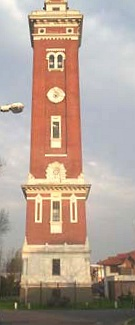
La Torre Ader

La torre, llamada Torre de la Independencia, más conocida como Torre Ader, fue mandada a construir en 1916, por el dueño de la chacra a la cual pertenecía, Bernardo Adalberto Ader, en honor a sus hijos fallecidos y como agradecimiento a la Argentina, en el centenario de su independencia, por haberlo alojado.
La Torre Ader, de 42,30 m de altura, es un Monumento Histórico Municipal, de estilo florentino, similar a la Torre Monumental de la Ciudad de Buenos Aires. En la actualidad acoge el Instituto de Investigaciones Históricas de Vicente López. Esta torre, ubicada al sur de la localidad, es considerada como el símbolo emblemático de la parte sur de Villa Adelina, siendo la estación de tren el de la parte norte.
Por la Torre Ader hubo varios conflictos con Carapachay, Munro y Villa Ballester. En 1980, una ordenanza municipal otorgó el territorio de la localidad de Villa Adelina perteneciente al partido de Vicente López a la localidad de Carapachay, pero por medio de otra ordenanza de 1991, esos terrenos volvieron a ser parte de Villa Adelina. Actualmente Carapachay le disputa a Villa Adelina 48 manzanas, incluida la Torre Ader.
La torre también aloja el llamado Museo de la Palabra, con registros de voces de más de 1800 personalidades, entre las que se cuentan Thomas Edison, Oscar Wilde, Alfonsina Storni y todos los presidentes argentinos.

### Unión Vecinal de Villa Adelina

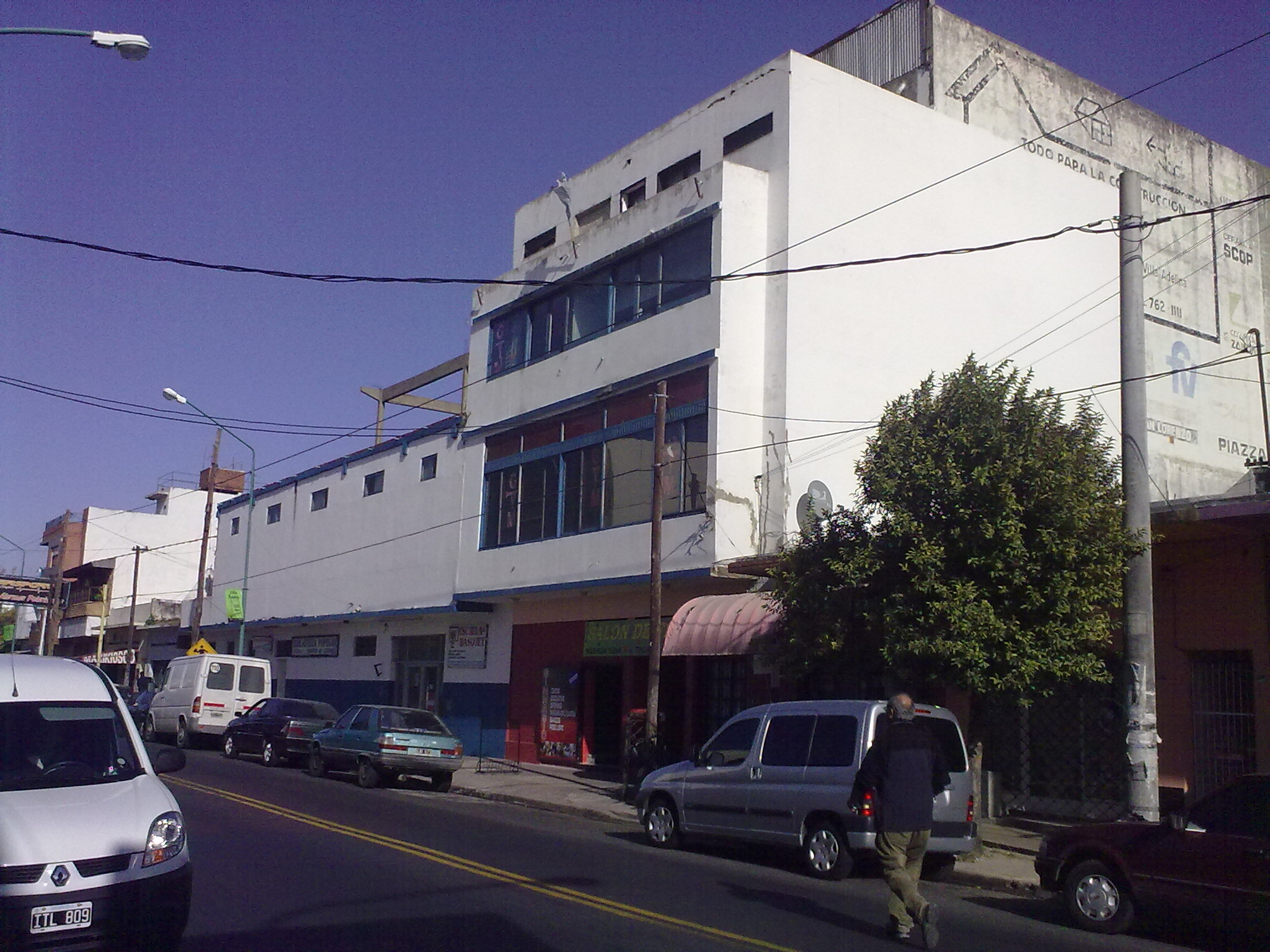
Club Unión Vecinal de Villa Adelina (UVVA)

La Unión Vecinal de Villa Adelina o UVVA es una vieja institución de Villa Adelina (fundada en 1939), que hoy en día funciona también como club, el cual tiene equipos de fútbol y básquet, mesas de pool y ping-pong, canchas de bowling y una pileta de natación, entre otras cosas. Se enseña Taekwondo y danzas. Antiguamente funcionaba un cine donde ahora está el club, que le pertenecía a la UVVA. En 1969 se funda bajo su órbita la Biblioteca Popular Martín Güemes, la cual actualmente posee más de 17.000 libros.

### Castillo Scott
El Castillo de Scott fue residencia de un encumbrado funcionario inglés, que también poseyó el primer automóvil de la localidad. La casa está en la calle Ucrania, a media cuadra de las vías.
Actualmente funciona un neuropsiquiátrico.

## Parroquias de la Iglesia católica en Villa Adelina en el partido de San Isidro
| Diócesis           | San Isidro                                                                              |
| ------------------ | --------------------------------------------------------------------------------------- |
| Parroquias         | Nuestra Señora de Luján, San Andrés Avelino, San Cayetano Carmelo Pinzone TIboglio bene |
| Eparquía ucraniana | Santa María del Patrocinio en Buenos Aires                                              |
| Parroquia          | Santa Olga                                                                              |

## Medios de Comunicación locales
Hay muchos medios de información que cubren el distrito y sus barrios, entre ellos, Infobán: www.infoban.com.ar; Para Todos: www.periodicoparatodos.com.ar; y El Comercio On Line: www.elcomercioonline.com.ar.